# 濁川村
濁川村（にごりかわむら）は、かつて新潟県北蒲原郡にあった村。1954年11月1日の新潟市への編入合併によって消滅し、現在は新潟市北区の一部となっている。
以下の記述は合併直前当時の旧濁川村に関しての記述であり、現在では名称等が異なる場合がある。なお、ここに記述されていない内容に関しては新潟市などの記事を参照。

## 歴史
- 1889年（明治22年）4月1日 - 町村制施行にともなう合併により、濁川村が発足。村役場は旧新崎村に設置[4]。

| 濁川村 | 濁川新田、新崎村、名目所村、新崎新田 |

- 1947年（昭和22年）10月9日 - 昭和天皇の戦後巡幸。明治天皇の御小休所跡などに巡幸[5]。
- 1954年（昭和29年）11月1日 - 新潟市へ編入。（濁川村消滅）

## 行政

### 歴代村長
- 官選制村長時代
  - 近藤耕太[6][7][8][9]（1933年ごろ - 1935年ごろ）
  - 近藤治義[10][11][12][13][14]（1940年ごろ - 1944年ごろ）
- 民選制村長時代
  - 古山喜平[15]（ - 1954年10月31日 ）

## 地域
濁川村は、合併した村名を継承する以下の大字で構成される。
濁川（にごりかわ）
1889年（明治22年）まであった濁川新田の区域。現在の新潟市北区濁川。
新崎（にいざき）
1889年（明治22年）まであった新崎村の区域。現在の新潟市北区新崎。
名目所（なめところ）
1889年（明治22年）まであった名目所村の区域。現在の新潟市北区名目所。
新崎新田（にいざきしんでん）
1889年（明治22年）まであった新崎新田の区域。現在の新潟市北区松潟。

## 学校

### 小学校
- 濁川村立濁川小学校

### 中学校
- 濁川村立濁川中学校

## 交通

### 鉄道路線
現在は旧村域に東日本旅客鉄道（JR東日本）白新線新崎駅が設置されているが、当時は未開通。

### 道路
一級国道
- 国道7号